# Pellasimnia improcera
Pellasimnia improcera là một loài ốc biển, là động vật thân mềm chân bụng sống ở biển thuộc họ Ovulidae.

## Phân bố

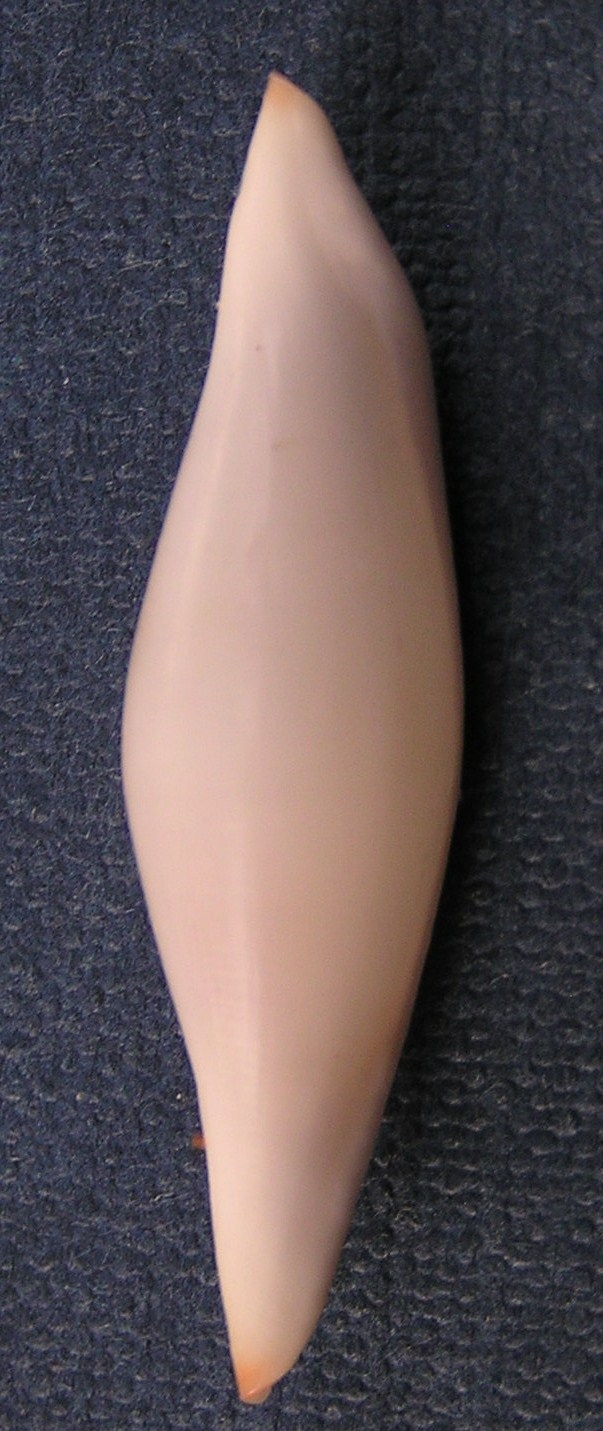
Pellasimnia improcera, abapertural view

## Hình ảnh

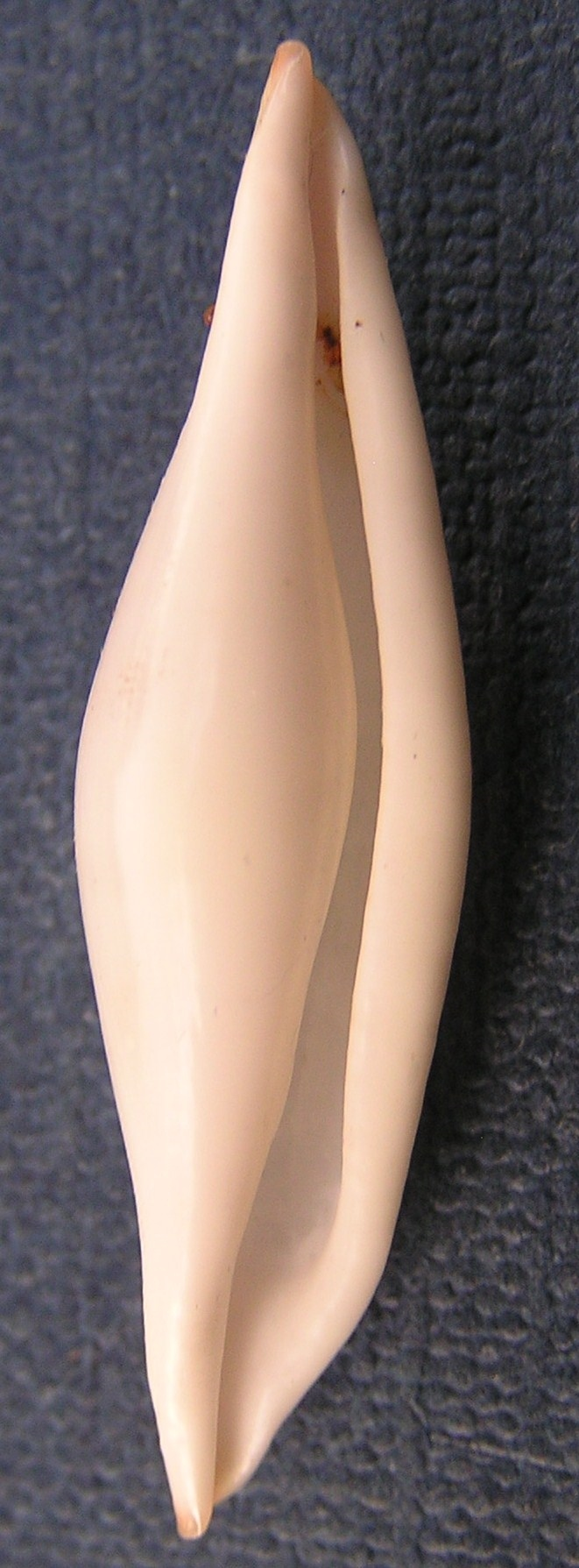